# آلام المسيح (فلم)
آلام المسيح (بالإنجليزية: The Passion of the Christ) فيلم أصدر عام 2004 ساعد في كتابته وإنتاجه الممثل ميل غيبسون وأخرج الفيلم بمفرده، الفيلم مقتبس من الأحداث التي حدثت للمسيح من اعتقال ومحاكمة وأخيراً الصلب ومن ثم قيامة المسيح، الفيلم ينطق باللغات الآرامية و‌اللاتينية و‌العبرية ويُعتبر فيلم الآم المسيح أكثر الأفلام نجاحاً في تاريخ إيرادات صندوق التذاكر في الولايات المتحدة.

## القصة
في وقت ما بحدود العام 30م، في فلسطين، أحد المقاطعات الرومانية آنذاك، بدأ يسوع الناصري بالتعليم والتبشير علناً بتعاليم دينية غير اليهودية والوثنية. أما الشعب اليهودي، فقد كان ينتظر لقرون عديدة، مجيء المخلص المنتظر المعروف بالمسيَا، الذي كان يتوقع أن يعيد لإسرائيل أمجادها القديمة ويخلص أرض اليهود المقدسة من الشر والهزائم. بالنسبة للكثيرين، كان يسوع هو هذا المسيَا المنتظر. فقد تبع يسوع الذي رافقه تلاميذه الإثني عشر كثير من عامة الناس في الجليل واليهودية، مؤمنين بكونه المسيَا. وعلى النقيض من ذلك، كان ليسوع كثير من الأعداء، فقد بدأ السنهدرين، وهو المجلس اليهودي الحاكم، المؤلف من كهنة اليهود والفريسيين، بالتآمر على يسوع للتخلص منه. تم هذا بمساعدة يهوذا الإسخريوطي، أحد تلاميذ يسوع، الذي ساعد السنهدرين في القبض على يسوع وتسليمه للسلطات الرومانية الحاكمة، متَهمينه بخيانة الدولة الرومانية. ومع أن يسوع أصرَ على أن مملكته هي روحية سماوية وليست أرضية إلاَ أن الحاكم الروماني أمر بأن يؤخذ يسوع خارج القدس ويصلب.

## ردود الفعل في المنطقة العربية
أهتمت الأقليات المسيحية في البلدان العربية كلبنان و‌سوريا بالفيلم خصوصاً أن الحوار كان باللغة الأرامية التي لا تزال بعض الطوائف تتحدث بها أو من ضمن قداديسها. واقعية الفيلم وحرفية الطاقم والديكور كانت أيضا سبباً من أسباب النجاح الهائل الذي حققه الفيلم في شباك التذاكر رغم أنه في مصر تم عرضه في خمس صالات فقط.
ولكن انتاب الغضب رجال الدين الإسلامي لتجسيد صورة المسيح الذي يعد بمثابة نبي عند المسلمين فقام كبار هيئة العلماء في اللجنة الدائمة للافتاء في المملكة العربية السعودية ولجنة الفتوى في الجامع الأزهر بنشر الفتاوى بعدم مشاهدة وعرض الفيلم في الأراضي العربية والإسلامية لما فيه إهانة للسيد المسيح ولم يتم عرضه إلا في لبنان و‌مصر و‌الأردن و‌سوريا.

## وصلات خارجية
- مقالات تستعمل روابط فنية بلا صلة مع ويكي بيانات
- الموقع الرسمي للفيلم
- Passion-movie.com

لا توجد روابط لمواقع التواصل الاجتماعي.